# Кибаяси, Син
Син Кибаяси (яп. 樹林 伸 Кибаяси Син, р. 22 июля 1962 г.) — японский сценарист, писатель, мангака, работавший под большим количеством псевдонимов, в частности, Тадаси Аги (яп. 亜樹 直) для совместных творческих работ с сестрой Кибаяси, Юко, и Юма Андо (яп. 安童夕馬), под которым он в 2003 году был награждён премией издательства «Коданся» за сёнэн-мангу Kunimitsu no Matsuri. Окончил политэкономический факультет Университета Васэда.
Другие используемые писателем псевдонимы: Сэймару Амаги (天樹征丸 Amagi Seimaru), Юя Аоки (青樹佑夜 Aoki Yūya), Дзёдзи Аримори (有森丈時 Arimori Jōji), Хироаки Игано (伊賀大晃 Igano Hiroaki) и S.K.

## Манга
Как Сэймару Амаги
- Kindaichi Case Files (яп. 金田一少年の事件簿 киндати сё:нэн но дзикэнбо) (1992— Kodansha)
- Detective School Q (яп. 探偵学園Q тантэй гакуэн кю:) (2001—2005 Kodansha)
- Remote (яп. リモート римо:то) (2002—2004 Kodansha)

Как Юма Андо
- Psychometrer Eiji (яп. サイコメトラーEIJI сайкомэтора: эйдзи) (1996—2000 Kodansha)
- Kunimitsu no Matsuri (яп. クニミツの政 кунимицу но мацури) (2001—2005 Kodansha)
- Shibatora (яп. シバトラ сибатора) (2006—2009 Kodansha)

Как Юя Аоки
- GetBackers  (яп. ゲットバッカーズ -奪還屋- гэттобакка:дзу дакканя) (1999—2007 Kodansha)
- Psycho Busters (яп. サイコバスターズ сайко басута:дзу) (2003 Kodansha)
- Oniwaka to Ushiwaka: Edge of the World[4]

Как Дзёдзи Аримори
- Asobot Military History Goku (яп. アソボット戦記五九 асоботто сэнки гоку:) (2001—2002 Kodansha)

Как Рё Рюмон
- Bloody Monday (яп. ブラッディ・マンデイ бурадди мандэй) (2007—2009 Kodansha)

Как Хироаки Игано
- Area no Kishi (яп. エリアの騎士 арэа но киси) (2006— Kodansha)

Как Тадаси Аги
- Les Gouttes de Dieu (яп. 神の雫 ками но сидзуку) (2004— Kodansha) —номинация на Electronic Manga Award[5]